# (95962) Копито
(95962) Копито (исп. Copito) — астероид главного пояса, открытый 19 ноября 2003 года испанским астрономом Пепе Мантекой в обсерватории Бегес. Назван в честь первой известной в мире гориллы-альбиноса Снежка, жившего в зоопарке Барселоны.